# Bundesautobahn 392
La Bundesautobahn 392, abbreviata anche in A 392, è una autostrada tedesca, lunga 4 km, che corre perpendicolarmente all'autostrada A 391 all'interno della città di Braunschweig.
Il suo percorso è interamente in Bassa Sassonia.

## Percorso
| A 392 |           |                                |      |                |                |
| Tipo  | n° uscita | Indicazione                    | km   | Corrispondenze | Strada europea |
|       | 3         | Braunschweig Watenbuttel Ost   | 22,7 |                |                |
|       | 4         | Quadrivio di Olper             | 20,7 |                |                |
|       | 5         | Braunschweig Celler Strasse    | 19,6 |                |                |
|       | 6         | Braunschweig Hamburger Strasse | 18,8 |                |                |